# Elezioni amministrative in Nagorno Karabakh del 2015
Le elezioni amministrative in Nagorno Karabakh  del 2015 si sono tenute il giorno 13 settembre e hanno interessato il rinnovo delle cariche di sindaco e del “Consiglio degli anziani” di quasi tutte le comunità urbane e rurali della repubblica caucasica de facto del Nagorno Karabakh, dal 2017 al 2024 denominata repubblica di Artsakh.
Complessivamente si è votato in 207 comunità pari al 91% di tutte le comunità dello Stato.
139 comunità hanno eletto contemporaneamente il capo comunità e il Consiglio degli anziani, in cinque solo il sindaco mentre in 63 solo il Consiglio. 
Si sono presentati candidati al ruolo di capo comunità 240 cittadini mentre 1240 sono stati i candidati dei Consigli.

## Votanti
Secondo i dati della Commissione elettorale centrale hanno votato 55787 elettori pari al 55,9% degli aventi diritto (94377) con un calo dello 0,7% rispetto alle consultazioni del 2011.

## Risultati
Nelle 144 comunità dove si è votato per il rinnovo della carica di capo comunità (sindaco) il 71,5% dei membri in carica è stato rieletto.
Gli eletti sono inquadrabili secondo la seguente affiliazione:
| Partito                           | Eletti | Percentuale |
| --------------------------------- | ------ | ----------- |
| Libera Patria                     | 36     | 25%         |
| Partito Democratico dell'Artsakh  | 16     | 11,1%       |
| Federazione Rivoluzionaria Armena | 14     | 9,7%        |
| Indipendenti                      | 78     | 54,2%       |

## Sindaco di Stepanakert
Il dato più importante riguarda l'elezione del Sindaco della capitale dove hanno votato 15434 elettori su 37455 aventi diritto. È stato riconfermato l'uscente Suren Grigoryan (Partito Democratico dell'Artsakh) che si è imposto con il 10686 voti su Aris Grigoryan (Partito Comunista dell'Artsakh) che ha ottenuto 3303 voti.